# Capella
Capella é um município da Espanha na província de Huesca, comunidade autónoma de Aragão, de área 60,7 km² com população de 387 habitantes (2007) e densidade populacional de 6,35 hab/km².

## Demografia
| Variação demográfica do município entre 1991 e 2004 | Variação demográfica do município entre 1991 e 2004 | Variação demográfica do município entre 1991 e 2004 | Variação demográfica do município entre 1991 e 2004 |
| --------------------------------------------------- | --------------------------------------------------- | --------------------------------------------------- | --------------------------------------------------- |
| 1991                                                | 1996                                                | 2001                                                | 2004                                                |
| 456                                                 | 406                                                 | 383                                                 | 387                                                 |